# Lesley Thompson-Willie
Lesley Allison Thompson-Willie (ur. 20 września 1959 w Toronto) – kanadyjska wioślarka (sterniczka), wielokrotna medalistka igrzysk olimpijskich i mistrzostw świata.

## Kariera
Wystąpiła na igrzyskach olimpijskich w Los Angeles w 1984, gdzie osada Kanady w składzie: Marilyn Brain, Angela Schneider, Barbara Armbrust, Jane Tregunno i Lesley Thompson zdobyła srebrny medal w czwórkach ze sternikiem. W finale A o 2,55 sekundy przegrały z osadą Rumunii, a o 1,74 sekundy wyprzedziły Australijki. Na rozgrywanych cztery lata później igrzyskach olimpijskich w Seulu w tej samej konkurencji była siódma. W swoim trzecim olimpijskim starcie, na igrzyskach olimpijskich w Barcelonie w 1992 zdobyła złoty medal w ósemkach. W finale A Kanadyjki w składzie: Kirsten Barnes, Brenda Taylor, Megan Delehanty, Shannon Crawford, Marnie McBean, Kay Worthington, Jessica Monroe, Kathleen Heddle i Lesley Thompson-Willie o 3,64 sekundy wyprzedziły Rumunki i o 5,18 sekundy Niemki. Podczas igrzysk w Atlancie w 1996 Heather McDermid, Tosha Tsang, Maria Maunder, Alison Korn, Emma Robinson, Anna Van der Kamp, Jessica Monroe, Theresa Luke i Lesley Thompson-Willie nie obroniły tytułu. Awansowały do finału A, w którym o 4,32 sekundy przegrały z Rumunkami, zdobywając srebrny medal. Trzeci z rzędu medal w ósemkach zdobyła cztery lata później na igrzyskach olimpijskich w Sydney. Reprezentacja Kanady w składzie: Heather McDermid, Heather Davis, Dorota Urbaniak, Theresa Luke, Emma Robinson, Alison Korn, Laryssa Biesenthal, Buffy Alexander i Lesley Thompson-Willie zajęła tym razem trzecie miejsce, plasując się 5,14 sekundy za Rumunią i 2,19 sekundy za Holandią. Następnie postanowiła zakończyć karierę, jednak powróciła do zawodowego sportu w 2006, a dwa lata później wystąpiła na igrzyskach olimpijskich w Pekinie, gdzie zajęła czwarte miejsce w ósemkach. Walkę o podium Kanadyjki przegrały z Rumunkami o 0,79 sekundy. Następnie wzięła udział w igrzyskach olimpijskich w Londynie w 2012. Wspólnie z Janine Hanson, Rachelle Viinberg, Kristą Guloien, Lauren Wilkinson, Natalie Mastracci, Ashley Brzozowicz, Darcy Marquardt i Andréanne Morin zdobyła tam srebrny medal, plasując się o 1,47 sekundy za osadą USA i o 1,06 sekundy przed osadą Holandii. Brała także udział w igrzyskach olimpijskich w Rio de Janeiro w 2016, gdzie w tej samej konkurencji była piąta.
W czwórkach ze sternikiem wywalczyła brązowe medale na mistrzostwach świata w Hazewinkel (1985) i mistrzostwach świata w Nottingham (1986). Ponadto wielokrotnie zdobywała medale w ósemkach: złoto na mistrzostwach świata w Wiedniu (1991), srebro na mistrzostwach świata w Aiguebelette (1997), mistrzostwach świata w Cambridge (2010), mistrzostwach świata w Bledzie (2011) i mistrzostwach świata w Amsterdamie (2014) oraz brąz na mistrzostwach świata w Kolonii (1998), mistrzostwach świata w St. Catharines (1999) i mistrzostwach świata w Aiguebelette (2015).
Ponadto wywalczyła złoty medal w czwórkach ze sternikiem na igrzyskach Wspólnoty Narodów w Edynburgu w 1986.
Kształciła się na Uniwersytecie Zachodniego Ontario, uzyskując dyplom z pedagogiki. Po za kończeniu kariery pracowała jako nauczycielka oraz trenerka.

## Osiągnięcia
- Mistrzostwa świata – Duisburg 1983 – czwórka ze sternikiem – 4. miejsce[15].
- Igrzyska olimpijskie – Los Angeles 1984 – czwórka ze sternikiem – 2. miejsce[15].
- Mistrzostwa świata – Hazewinkel 1985 – czwórka ze sternikiem – 3. miejsce[15].
- Mistrzostwa świata – Nottingham 1986 – czwórka ze sternikiem – 3. miejsce[15].
- Mistrzostwa świata – Kopenhaga 1987 – ósemka – 7. miejsce[15]; czwórka ze sternikiem – 6. miejsce[15].
- Mistrzostwa świata – Wiedeń 1991 – ósemka – 1. miejsce[15].
- Igrzyska olimpijskie – Barcelona 1992 – ósemka – 1. miejsce[15].
- Mistrzostwa świata – Indianapolis 1994 – ósemka – 7. miejsce[15].
- Mistrzostwa świata – Tampere 1995 – ósemka – 6. miejsce[15].
- Igrzyska olimpijskie – Atlanta 1996 – ósemka – 2. miejsce[15].
- Mistrzostwa świata – Aiguebelette-le-Lac 1997 – ósemka – 2. miejsce[15].
- Mistrzostwa świata – Kolonia 1998 – ósemka – 3. miejsce[15].
- Mistrzostwa świata – St. Catharines 1999 – ósemka – 3. miejsce[15].
- Igrzyska olimpijskie – Sydney 2000 – ósemka – 3. miejsce[15].
- Mistrzostwa świata – Eton 2006 – ósemka – 5. miejsce[15].
- Mistrzostwa świata – Monachium 2007 – ósemka – 6. miejsce[15].
- Igrzyska olimpijskie – Pekin 2008 – ósemka – 4. miejsce[15].
- Mistrzostwa świata – Poznań 2009 – ósemka – 6. miejsce[15].
- Mistrzostwa świata – Cambridge 2010 – ósemka – 2. miejsce[15]
- Mistrzostwa świata – Bled 2011 – ósemka – 2. miejsce[15]